# هانس-یورگ بلیزنر
هانس-یورگ بلیزنر (آلمانی: Hans-Jörg Bliesener؛ زادهٔ ۶ آوریل ۱۹۶۶) قایقران کانو اهل آلمان بود.